# Belidevalaya, Kunigal
Belidevalaya là một làng thuộc tehsil Kunigal, huyện Tumkur, bang Karnataka, Ấn Độ.